# Irene de Kok
Irene de Kok (née le 29 août 1963) est une judokate néerlandaise. Championne du monde en 1986 et 1987, elle a été nommée « sportive de l'année 1987 » aux Pays-Bas. En 1992, elle gagne avec Laetitia Meignan une médaille de bronze aux Jeux olympiques d'été de 1992 dans la catégorie moins de 72 kg.
Quelques années plus tard, elle porte plainte avec Monique van der Lee contre leur ancien entraineur Peter Ooms pour agressions sexuelles. En 1997, ce dernier a été condamné à quatre mois d'emprisonnement avec sursis pour ces faits, qu'il continue à nier.